# Torretta di Crucoli
Torretta di Crucoli è una frazione del comune di Crucoli (di cui costituisce il nucleo più abitato) affacciata sul mar Ionio.

## Storia
Le prime testimonianze di Torretta risalgono all'età romana repubblicana, con ritrovamenti archeologici a partire dai secoli V-VIII secolo, che fanno supporre che l'abitato costituisse il nucleo dell'antico insediamento di Paternum lungo la via consolare Traianea Jonica. Oltre a numerose anfore, manifatture in terracotta e tombe, nelle immediate vicinanze di Torretta furono rinvenuti negli anni 1950 i resti di un'imponente villa romana munita di terme. Successivamente furono rinvenute monete, mura ed una rete idrica di epoca romana.
Il moderno centro abitato della frazione nasce agli inizi del '900, con lo sviluppo del turismo e l'edificazione dei primi condomini presso la zona del lungomare, oltre che della Stazione di Crucoli sulla ferrovia Jonica. Il culmine del turismo a Torretta è stato dagli anni 1960 fino all'inizio  degli anni 2000.

## Geografia fisica

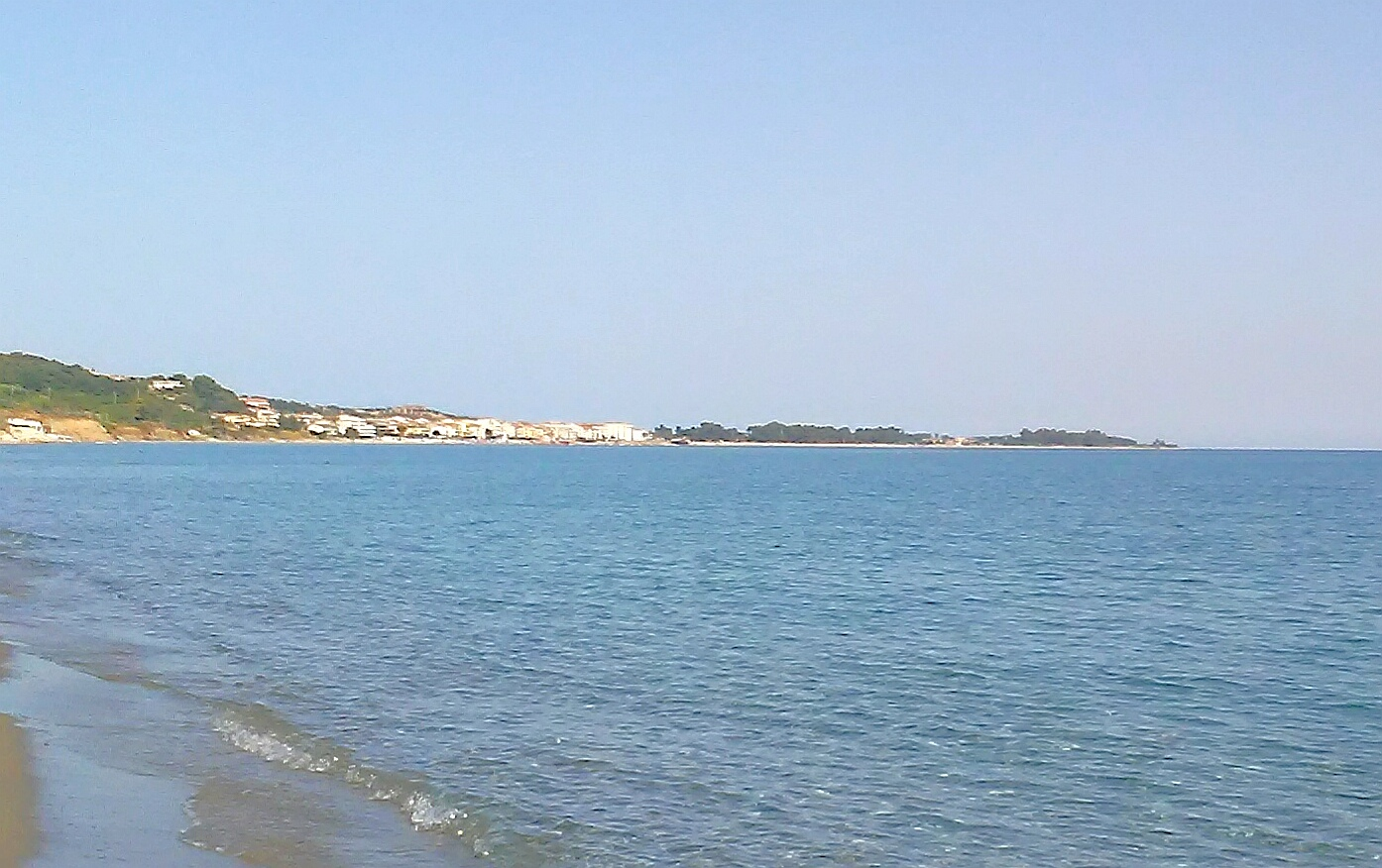
Vista su torretta dalla località Marinella di Cirò

Torretta si eleva a 9 metri s.l.m.(quota riferita alla sede della Delegazione municipale). Nonostante il paese sia circondato da colline di media altezza, la costa è piuttosto bassa e sabbiosa. A partire dai primi anni 2000, la costa è stata caratterizzata da una progressiva erosione, che ha ridotto la larghezza delle spiagge.

## Monumenti e luoghi d'interesse
Nella frazione è presente un edificio della seconda metà del XV secolo, chiamato "La Torretta", costruita in seguito alle invasioni turche e al saccheggio del 1577, nel periodo in cui Crucoli fu sotto la signoria dei D'Aquino. Essa aveva il compito di proteggere le tenute feudali alla marina e di difendere il luogo nel quale avveniva l'imbarco del grano, che i feudatari vendevano ai mercanti napoletani. Situata sulla strada pubblica costiera, fu utilizzata dagli Amalfitani anche come luogo di accoglienza. La torretta venne saccheggiata dagli abitanti di Rossano anche il 27 febbraio 1764 durante la grave carestia che colpì il Regno di Napoli.
Nei pressi di Torretta e nelle sue vicinanze sono presenti altri numerosi edifici storici, tra cui la settecentesca Villa Ciuranà, la Villa Cassia in stile romanico e la Villa Clausi di epoca normanna che è stata dichiarata monumento nazionale.
A Torretta sono presenti due chiese: la prima è sulla statale ed è intitolata a San Francesco di Paola, la più antica; la seconda è la chiesa dedicata a Maria Madre della Chiesa, ed è la più grande e moderna.

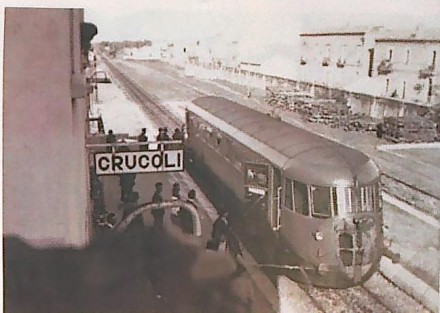
La stazione ferroviaria di Torretta di Crucoli intorno al 1950

Di interesse è il Museo Archeologico privato "Melissa Palopoli" che raccoglie testimonianze fittili e di altro genere dall'Età del Ferro, passando per quella Greca, la civiltà degli Enotri e quella dei Brettii.
Nelle immediate vicinanze del centro abitato, sulla SS Jonica tra Torretta e Cariati, è presente una tomba Brettia.

## Attività turistiche
A Torretta il turismo è basato sul mare, infatti, sul lungomare vi sono diversi "lidi". Oltre alle stazioni balneari si trova un luogo dove i bimbi possono giocare.
Durante la stagione balneare, e particolarmente in agosto, il centro si anima notevolmente, grazie all'apporto sia dei turisti che dei numerosi abitanti trasferitisi in altre città e all'estero, che però ritornano per le ferie.
D'interesse la "Sagra della sardella", una particolare salsa piccante a base di pesce e di spezie piccanti. Durante gli anni Settanta/Ottanta essa si svolgeva a Torretta in agosto; mentre più recentemente essa si svolge a Crucoli. In occasione della sagra, il Comune di Torretta normalmente mette in opera un servizio di autobus per quanti dalla marina vogliano raggiungere il paese in collina.

## Sport
Le realtà sportive presenti a Torretta sono l'Asd Volley Fidelis Torretta, la scuola calcio Real Torretta junior, il circolo tennis Sport Torretta, la Federazione italiana Warpedo.
Dal punto di vista calcistico, Torretta ha visto partecipare una propria compagine al campionato Eccellenza Calabria per quattro volte (stagioni 1996-1997, 1997-1998, 1998-1999 e 2000-2001). 

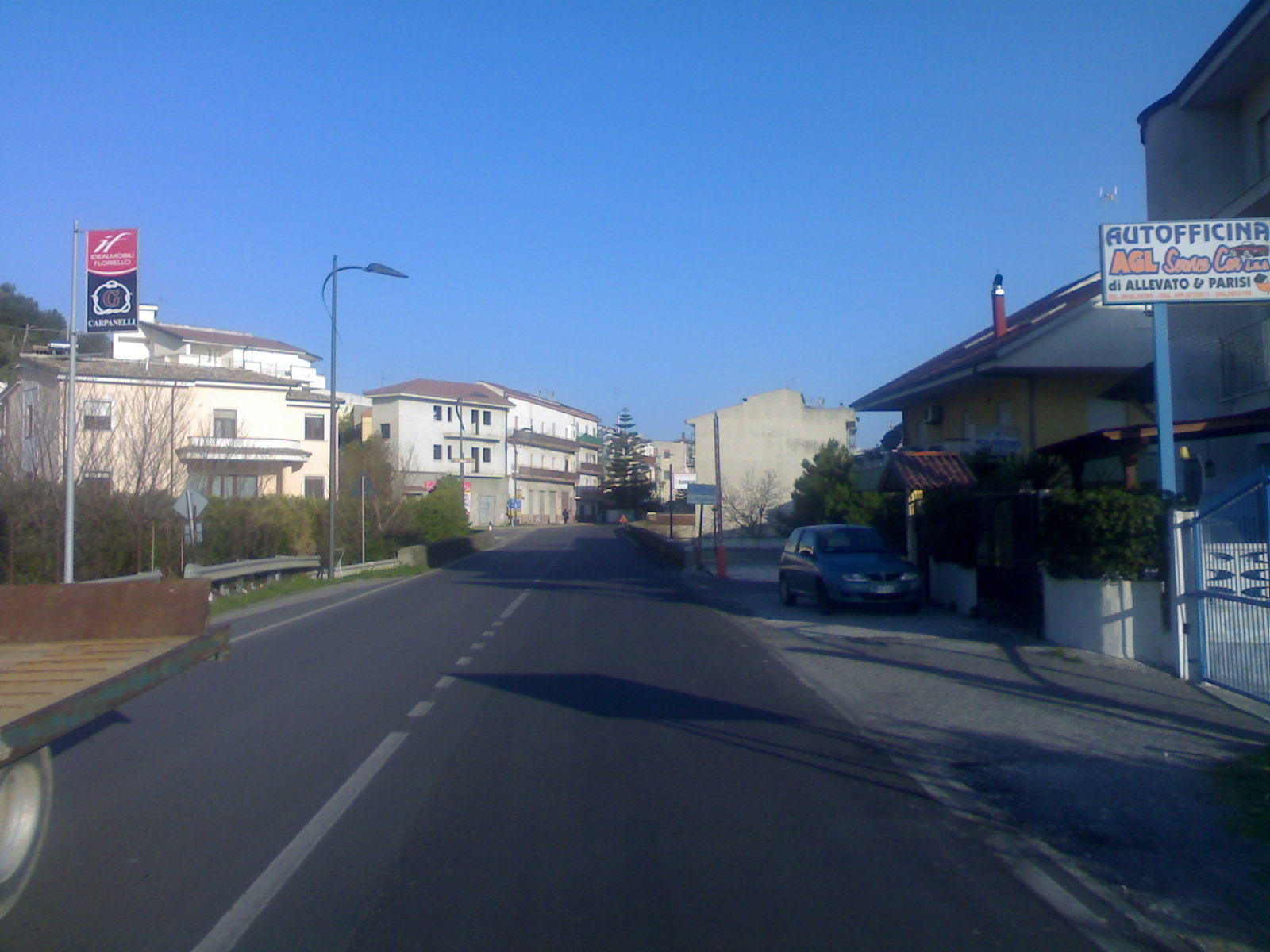
Un tratto della SS106 a Torretta

## Infrastrutture e trasporti
Torretta di Crucoli è attraversata dalla strada statale 106 e possiede una stazione ferroviaria situata lungo la linea Jonica.